# Wortmarke
Die Wortmarke ist eine Form der Marke, die aus Buchstaben oder Ziffern besteht. Eine Wortmarke muss für die von der Marke erfassten Waren oder Dienstleistungen eines Unternehmens eine konkrete Eignung gegenüber denen anderer Unternehmen besitzen, um als Unterscheidungsmittel zu gelten. Diese Unterscheidungskraft fehlt etwa bei rein beschreibenden Worten oder nach den Grundsätzen über die anagrammatische Klangrotation.
Eine grafisch gestaltete Wortmarke nennt man Wort-Bild-Marke.

## Bestandteile
Alle Zeichen der vom Deutschen Patent- und Markenamt vorgegebenen Schriftart Arial sind zulässig, § 7 Markenverordnung.
Entsprechend können zur Bildung der Wortmarke alle Buchstaben in Groß- und Kleinschreibung, aber auch Sonderzeichen, z. B. ., ;, :, +, −, &, !, ?, @, %, $, #, und Ziffern verwendet werden.
Die Marke ist in allen gebräuchlichen Wiedergabeformen in verschiedenen Schriftarten und Schriftschnitten geschützt.

## Verhältnis zu anderen Markenformen
Sofern es auf eine besondere optische Wirkung ankommen soll, etwa mittels einer besonderen Anordnung der Schrift, einer bestimmten Schreibweise, in mehrzeiliger Anordnung oder mit Wiedergeben einer Farbe, ist die Marke als Wort-Bild-Marke oder Bildmarke anzumelden.
Besteht gegen eine Darstellung als Wortmarke ein absolutes Schutzhindernis aus Gründen des Freihaltebedürfnisses, so kann bei Ergänzung um eine spezifizierte grafische Gestaltung eine Eintragung als Wort-Bild-Marke in Betracht kommen.